# Chanbara
Pour les articles homonymes, voir Eiga.
Pour l’article homonyme, voir Sport chanbara.
Le chanbara ou chambara (チャンバラ, combat de sabre)
est un genre du cinéma japonais, souvent appelé, en français, film de samouraïs et vu comme un équivalent du film de cape et d'épée européen
,. Il est également appelé ken geki (剣劇, film de sabre)
et assimilé à un sous-ensemble du jidai-geki (時代劇, historique).

## Thèmes

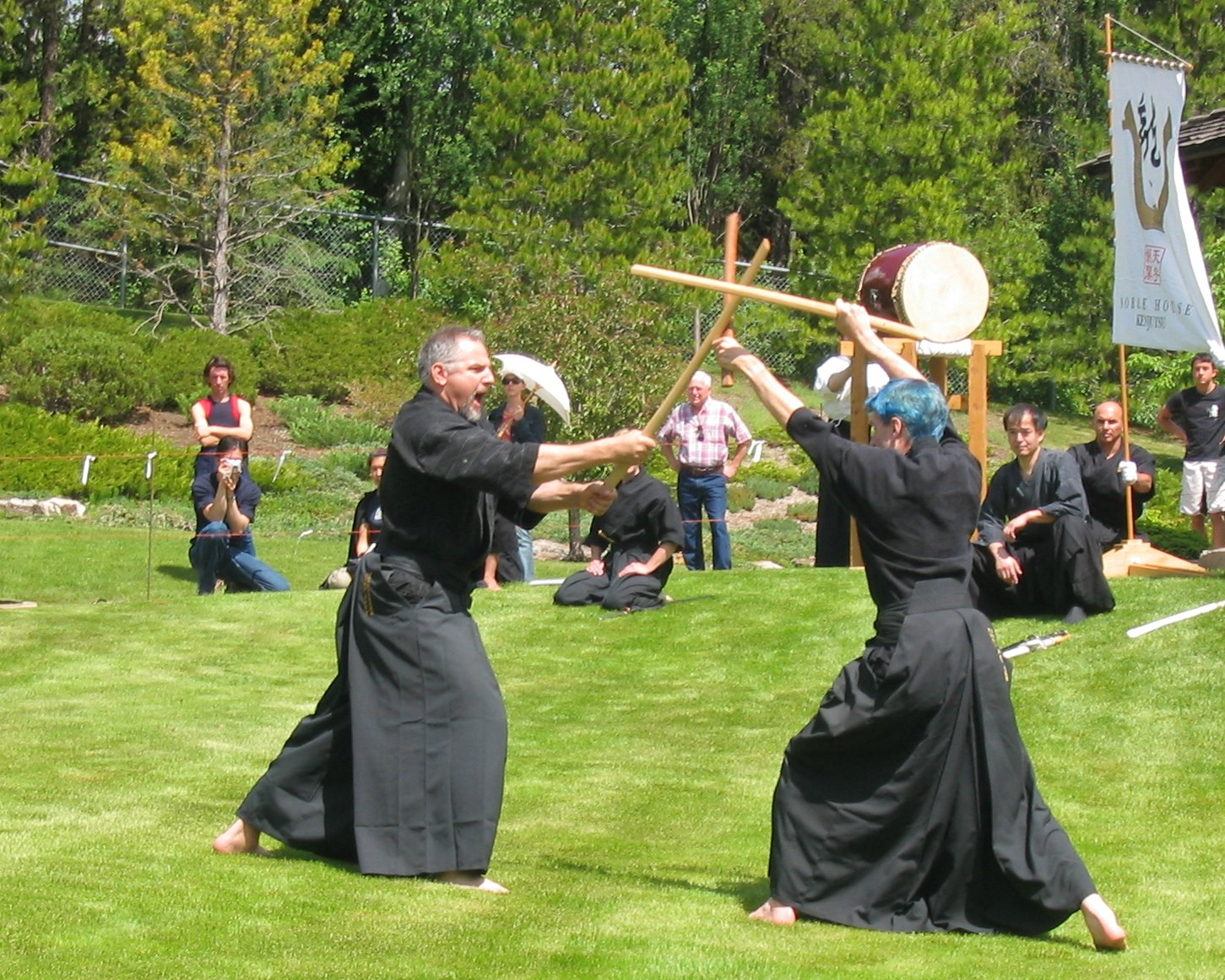
Le kenjutsu.

### Personnages
Le héros est la plupart du temps un combattant solitaire, samouraï ou rōnin, qui doit suivre le bushido (littéralement « la voie du guerrier »), code auquel un manquement entraînerait le seppuku.

### Déroulement
Chaque combat suit une longue attente, et est un vif échange de coups de sabre violents et sanglants.
L'apothéose du film est le plus souvent une grande bataille ou un daikettō (« grand duel »).

## Arts martiaux
L'art du sabre des samouraïs, le kenjutsu, est à la base des combats ; le film fait souvent référence aux anciennes écoles d'arts martiaux du Japon médiéval, les koryū : 
- dans  Les Sept Samouraïs (1954), c'est maître Sugino Yoshio, de l'école Tenshin Shōden Katori Shintō-ryū, qui dirige les combats ;
- Miyamoto Musashi et l'école Hyōhō niten ichi ryū, qu'il a fondée, sont honorés par plus de quinze films ;
- dans Baby Cart[Lequel ?], les combats sont censés être dans le style de l'école Suiō-ryū Iai Kenpo, et les membres du clan Yagyū, pratiquent le Yagyū Shingan-ryū ;
- dans Soleil rouge (1971), Toshirō Mifune, lui même pratiquant du  Tenshin Shōden Katori Shintō-ryū, incarne un héros adepte de cette école ;
- dans Tabou (1999) de Nagisa Ōshima, les nombreux styles d'escrime illustrent celui des techniques enseignées dans les koryū de cette époque.

## Histoire

### Origine
Comme tout le cinéma japonais, le chanbara vient du théâtre kabuki
.
Dès le début du XXe siècle, les pièces de Sawada Shōjirō (ja) mettent en scène des combats « énergiques et réalistes »
, et, dans les années 1920, 
Kanamori Bansho (ja) révolutionne ce genre en s'inspirant aussi du cinéma occidental, notamment des techniques de montage. Le genre devient alors très populaire avec des acteurs comme Denjirō Ōkōchi, qui incarnent des héros mythiques comme Tange Sazen, personnage fictif, borgne et manchot, dans Le Pot d'un million de ryō, réalisé en 1935 par Sadao Yamanaka.
Les réalisateurs Daisuke Itō avec Le Journal de voyage de Chuji (1927) et Masahiro Makino avec Duel à Takadanobaba (ja) (1937) ont également contribué au genre. 
Le début de la guerre en 1935 entraîne une censure sévère qui interdit les histoires pessimistes.[réf. nécessaire] De cette période, on peut retenir les adaptations des romans de Eiji Yoshikawa, réalisées par Hiroshi Inagaki puis par Kenji Mizoguchi.

### De l'après-guerre aux années 1970
Après la Seconde guerre mondiale, le chanbara renaît avec les films de Kurosawa et Inagaki. En 1954, Kurosawa donne Les Sept Samouraïs qui, mêlant film d'époque et film de sabre, est accessible pour les publics japonais et occidental, comme ses trois films suivants
— La Forteresse cachée (1958), Le Garde du corps (1961) et Sanjuro (1962) .
C'est pendant la même année, 1954, qu'Inagaki  entame une trilogie consacrée à Miyamoto Musashi. Son premier film, La Légende de Musashi, obtiendra en 1956 l'Oscar du meilleur film étranger, et fait de son interprète, Toshirō Mifune, l'un des acteurs japonais le plus durablement célèbres en Occident. 
En 1962, Masaki Kobayashi, réalise Hara-kiri, dont la noirceur sera dorénavant celle du genre. Il interroge, à travers le chanbara, les valeurs honneur et respect, qui sous-tendent le Japon Shōwa et l'ont porté dans la Seconde Guerre mondiale, revêtant ainsi le genre d'une vive critique sociale et politique. Le film Festival de Cannes en 1963 accorde au film le Prix du Jury.
À la même période, commence la grande série des films Zatoichi, dont Shintarō Katsu est la vedette. C'est l'occasion, pour la Daiei, de mettre en avant de nouveaux réalisateurs (comme Kenji Misumi, Tokuzō Tanaka ou Kazuo Ikehiro) et, pour ceux-ci, de continuer, après Musashi, la critique des grands mythes fondateurs. Tomu Uchida réalise six films dans lesquels, à son tour, il questionne le supposé bien-fondé du bushido (« la voie du guerrier »).
Kihachi Okamoto pose sur le genre un regard ironique, et dépeint, dans Le Sabre du mal, un univers où l'honneur des samouraïs n'est plus qu'une mascarade, où « la voie du guerrier » les possède jusqu’à en faire de véritables démons. 
Hideo Gosha explore le chanbara, et joue constamment avec ses codes. Son premier film, Les Trois Samouraïs hors-la-loi, renverse l'image traditionnelle du samouraï, qui, ici, patauge à la fois dans la boue et dans les contradictions d'un ce code de l'honneur, pour lequel il peut tuer au milieu de la lâcheté personnel et du mépris social : le groupe se désolidarise, et chacun poursuit son propre chemin vers son épanouissement spirituel. L'année 1969 marquera son apogée, avec Goyokin, l'or du shogun et Puni par le ciel.
La décennie 1970 voit se développer les six films de la série Baby Cart de Kenji Misumi, adaptée du manga Lone Wolf and Cub.

### Héritage
Cinéma européen et nord-américain
Plusieurs réalisateurs  mettent en scène des remakes ou des adaptations de chanbara : 
- John Sturges s'inspire, en 1960 dans Les Sept Mercenaires, de Les Sept Samouraïs de 1954
- Sergio Leone s'inspire, en 1961, pour son western-spaghetti Pour une poignée de dollars, du Garde du corps de 1961 ;
- George Lucas, en 1977, puise pour Star Wars, son inspiration dans La Forteresse cachée de 1958.

Anime
L'animation donne également des films de sabre :
- L'Épée de Kamui de Rintarō,
- Ninja Scroll de Yoshiaki Kawajiri, ou
- Sword of the Stranger de Masahiro Andō,
- Samurai champloo, série qui revisite le genre, entre parodie et hommage.

Cinéma japonais
Le genre est de nouveau illustré dans les années 2000, avec des films comme
- Zatōichi de Takeshi Kitano,
- Après la pluie de Takashi Koizumi,
- Le Samouraï du crépuscule de Yōji Yamada
- When the Last Sword Is Drawn de Yōjirō Takita.

Manga
Dans les années 2010, de nombreux mangas illustrent le genre, dont Bleach de Tite Kubo, qui reprend plusieurs codes du chanbara[réf. nécessaire].